# 安下庄町
安下庄町（あげのしょうちょう）は山口県東部、大島郡に属していた町。屋代島（周防大島）の中央部南側にあたる。
本項では町制前の名称である安下庄村（あげのしょうそん）についても述べる。

## 地理
- 海洋：安下庄湾
- 島嶼：立島

## 歴史
- 1889年（明治22年）4月1日 - 町村制の施行により、東安下庄村・西安下庄村の区域をもって大島郡安下庄村が発足。
- 1915年（大正4年）11月1日 - 安下庄村が町制施行・改称して安下庄町となる。
- 1923年（大正12年）4月30日 - 山口県安下庄中学校（安下庄町立）開校。
- 1955年（昭和30年）4月10日 - 日良居村と合併して橘町が発足。同日安下庄町廃止。